# Guadalupe Sur
Guadalupe Sur är en ort i Mexiko.   Den ligger i kommunen Angamacutiro och delstaten Michoacán de Ocampo, i den centrala delen av landet, 290 km väster om huvudstaden Mexico City. Guadalupe Sur ligger 1 746 meter över havet och antalet invånare är 177.
Terrängen runt Guadalupe Sur är kuperad söderut, men norrut är den platt. Runt Guadalupe Sur är det ganska tätbefolkat, med 86 invånare per kvadratkilometer. Närmaste större samhälle är Angamacutiro de la Unión, 9,0 km nordost om Guadalupe Sur. I omgivningarna runt Guadalupe Sur växer huvudsakligen savannskog.